# 全国人民代表大会
全国人民代表大会（ぜんこくじんみんだいひょうたいかい、中国語: 全国人民代表大会、拼音: Quánguó Rénmín Dàibiǎo Dàhuì、英語: The National People's Congress of the People's Republic of China）は、中華人民共和国の立法府。国家の最高権力機関及び立法機関として位置付けられる一院制議会である。「全国人大」や「人大」とも略される。なお日本では全人代と略される場合が多い。

## 概要
全国人民代表大会は立法権を行使する他に国家の最高権力機関として、行政権・司法権・検察権に優越する。中華人民共和国主席（国家元首）・副主席・国務院（最高行政機関）・国家中央軍事委員会（最高軍事指導機関）・最高人民法院（最高司法機関）・最高人民検察院（最高検察機関）の構成員は全人代によって選出され、全人代に対して責任を負い、その監督を受ける。
全人代は中華人民共和国全国人民代表大会及び地方各級人民代表大会選挙法の規定により、各省・自治区・直轄市・特別行政区の人民代表大会（地方議会）及び中国人民解放軍・武装警察から選出された代表（議員）によって構成される。一般国民（公民）が代表を直接選挙するのではない。一般国民が直接選挙できるのは、県級以下の人民代表大会のみであるため、全人代代表の選出は間接選挙となる。人民代表選挙は中国共産党によって指名された候補に対する信任投票となることが多いが、県級以下の直接選挙では複数の候補から選択する「差額選挙」が行われることもある。いずれにせよ指導政党である共産党の原則的方針から根本的に逸脱する者が人民代表に選出されることはない。
天安門広場の西端にある人民大会堂が議事堂となる。大会開催中は天安門広場周辺の交通や広場への進入が規制される。全人代は毎年中国人民政治協商会議と同時に開催され、共に「両会」と呼ばれて全国レベルの重要な政治的決定を行うが、全人代と異なり政治協商会議は諮問機関である。
全人代は共産党を中心とする大会主席団・全人代常務委員会・国務院などが提出した議案や予算を審議する。時には一定の反対票や棄権票が出る場合もあるが、議案や予算の否決に至った例は1度も無い。2022年現在は電子投票方式となっており、机上に備え付けられた賛成、反対、棄権の押しボタンのうちどれか一つを選択する。もし電子投票機器が故障している場合は挙手による採決を行うこととされている。投票は無記名である。

## 構成
現行の中華人民共和国憲法（1982年憲法）第59条により、全国人民代表大会は省・自治区・直轄市・特別行政区・軍隊の選出する代表によって構成される。少数民族や衛星政党である「民主党派」の党員などの非中国共産党員も含まれているが、議席の約70パーセントが共産党で占められる。全人代代表選挙は全人代常務委員会が主催する。
また、第60条は全国人民代表大会の毎期の任期を5年とする。代表の定数は3,000人を超えてはならない。第12期全人代の議員数は2,987人。各省・自治区・直轄市・特別行政区の代表及び軍の代表から構成されており、テンセント会長の馬化騰や浙江吉利控股集団会長の李書福のような資産家も代表に名を連ねていることから「超富豪クラブ」とも呼ばれている。
| 省・市・自治区                       | 一般配分枠 | 少数民族配分枠 | 全国人民代表大会常務委員会による特別配分枠 |
| ------------------------------------ | ---------- | --- | ------------------------------------------ |
| 北京市                               | 40         | 回族1、満族1 | 一般代表255、少数民族代表26                |
| 天津市                               | 31         | 回族1 | 一般代表255、少数民族代表26                |
| 河北省                               | 116        | 回族3、満族2 | 一般代表255、少数民族代表26                |
| 山西省                               | 60         | | 一般代表255、少数民族代表26                |
| 内モンゴル自治区                     | 53         | モンゴル族17、満族1、ダウール族1、エヴェンキ族1、オロチョン族1 | 一般代表255、少数民族代表26                |
| 遼寧省                               | 86         | 満族10、モンゴル族3、回族1、朝鮮族1 | 一般代表255、少数民族代表26                |
| 吉林省                               | 53         | 朝鮮族6、満族2、モンゴル族1 | 一般代表255、少数民族代表26                |
| 黒竜江省                             | 76         | 満族4、朝鮮族2、モンゴル族1、ホジェン族1 | 一般代表255、少数民族代表26                |
| 上海市                               | 48         | 回族1 | 一般代表255、少数民族代表26                |
| 江蘇省                               | 133        | 回族1 | 一般代表255、少数民族代表26                |
| 浙江省                               | 89         | シェ族1 | 一般代表255、少数民族代表26                |
| 安徽省                               | 103        | 回族2 | 一般代表255、少数民族代表26                |
| 福建省                               | 66         | シェ族1、高山族1 | 一般代表255、少数民族代表26                |
| 江西省                               | 76         | | 一般代表255、少数民族代表26                |
| 山東省                               | 159        | 回族3 | 一般代表255、少数民族代表26                |
| 河南省                               | 160        | 回族5 | 一般代表255、少数民族代表26                |
| 湖北省                               | 103        | トゥチャ族6、ミャオ族1 | 一般代表255、少数民族代表26                |
| 湖南省                               | 109        | ミャオ族5、トゥチャ族5、トン族1、ヤオ族1 | 一般代表255、少数民族代表26                |
| 広東省                               | 160        | チワン族1、ヤオ族1 | 一般代表255、少数民族代表26                |
| 広西チワン族自治区                   | 87         | チワン族41、ヤオ族3、ミャオ族2、トン族1、ムーラオ族1、マオナン族1、ジン族1 | 一般代表255、少数民族代表26                |
| 海南省                               | 22         | リー族5、ミャオ族1 | 一般代表255、少数民族代表26                |
| 重慶市                               | 55         | ミャオ族2、トゥチャ族2 | 一般代表255、少数民族代表26                |
| 四川省                               | 136        | イ族7、チベット族6、チャン族1 | 一般代表255、少数民族代表26                |
| 貴州省                               | 69         | ミャオ族8、プイ族7、トン族4、イ族2、トゥチャ族2、スイ族1、コーラオ族1 | 一般代表255、少数民族代表26                |
| 雲南省                               | 87         | イ族11、タイ族5、ペー族4、ハニ族4、回族2、チベット族2、ミャオ族2、チワン族2、リス族2、ヤオ族1、ワ族1、ラフ族1、ナシ族1、チンポー族1、プーラン族1、アチャン族1、プミ族1、ヌー族1、トーアン族1、トーロン族1、ジーヌオ族1 | 一般代表255、少数民族代表26                |
| チベット自治区                       | 20         | チベット族12、メンパ族1、ローバ族1 | 一般代表255、少数民族代表26                |
| 陝西省                               | 65         | 回族1 | 一般代表255、少数民族代表26                |
| 甘粛省                               | 48         | 回族4、チベット族2、ドンシャン族1、バオアン族1、ユグル族1 | 一般代表255、少数民族代表26                |
| 青海省                               | 20         | チベット族4、回族2、モンゴル族1、トゥ族1、サラール族1 | 一般代表255、少数民族代表26                |
| 寧夏回族自治区                       | 20         | 回族8 | 一般代表255、少数民族代表26                |
| 新疆ウイグル自治区                   | 56         | ウイグル族22、カザフ族5、回族2、モンゴル族1、クルグズ族1、シベ族1、タジク族1、ウズベク族1、オロス族1、タタール族1 | 一般代表255、少数民族代表26                |
| 香港特別行政区                       | 36         | | 一般代表255、少数民族代表26                |
| マカオ特別行政区                     | 12         | | 一般代表255、少数民族代表26                |
| 台湾省                               | 13         | 高山族1 | 一般代表255、少数民族代表26                |
| 中国人民解放軍・中国人民武装警察部隊 | 278        | 14 | 一般代表255、少数民族代表26                |

## 権限
中華人民共和国憲法（1982年憲法）第62条・第63条には以下の権限が定められている。
- 憲法改正。
- 憲法の施行の監督。
- 刑事法・民事法・国家機構及びその他の基本的法律の制定。
- 中華人民共和国主席・副主席の選出および罷免。
- 中華人民共和国主席の指名に基づき、国務院総理（首相）を選定する。国務院総理の指名に基づき、国務院副総理・国務委員（副首相級）・各部部長（大臣）・各委員会主任（大臣級）・監査長（会計検査長）・秘書長を選定する。また、総理以下、左記の国務院構成員の罷免も行う。
- 国家中央軍事委員会主席を選出する。また国家中央軍事委員会主席の指名に基づいて、同委員会の構成員を選定する。主席以下、同委員会の構成員の罷免も行う。
- 最高人民法院院長及び最高人民検察院院長の選出・罷免。
- 国民経済・社会発展計画ならびに計画執行状況の報告を審査・承認する。
- 国家予算及び予算執行状況を審査・承認する。
- 全国人民代表大会常務委員会の不適切な決定の改廃。
- 省・自治区・直轄市の設置の承認。
- 特別行政区の設立とその制度の決定。
- 戦争と平和に関する問題の決定。
- 最高国家権力機関として行使すべきその他の職権。

## 機構

### 全国人民代表大会常務委員会
全国人民代表大会の常設機関。ここにおいて主に立法や政策の決定がなされる。また全人代閉会中は、全人代が行使する最高国家権力および立法権を代行する。常務委員会の構成員は毎期の第1回全人代会議において全人代代表の中から200人ほど選出され、任期は5年である。なお常務委員長は国会議長に相当する。

### 専門委員会
- 民族委員会
- 法律委員会
- 内務司法委員会
- 財政経済委員会
- 教育科学文化衛生委員会
- 外事委員会
- 華僑委員会
- 環境与資源保護委員会
- 農業与農村委員会

## 開催時期
全国人民代表大会は1954年に制定された中華人民共和国憲法（1954年憲法）に基づいて設立された。文化大革命期の1966年から1974年にかけて全く開催されず、その後の混乱期（1975年から1978年）も1回しか開催されないなど、全人代が機能不全となっていた時期もあったが、1978年の憲法改正以降は毎年開催されている。
現行の中華人民共和国憲法（1982年憲法）でも毎年1回開催されることが明記されている。1980年代後半から毎年3月に開催されるようになり、1998年以降は毎年3月5日に開幕していた。2020年の第13期第3回会議は新型コロナウイルス感染症の感染拡大のリスクを抑えるため3月の開催が延期され、5月22日開会となった。
全国人民代表大会常務委員会が必要と認めた場合、又は5分の1以上の全国人民代表大会代表が提議した場合には臨時に招集することができる。

## 会期一覧

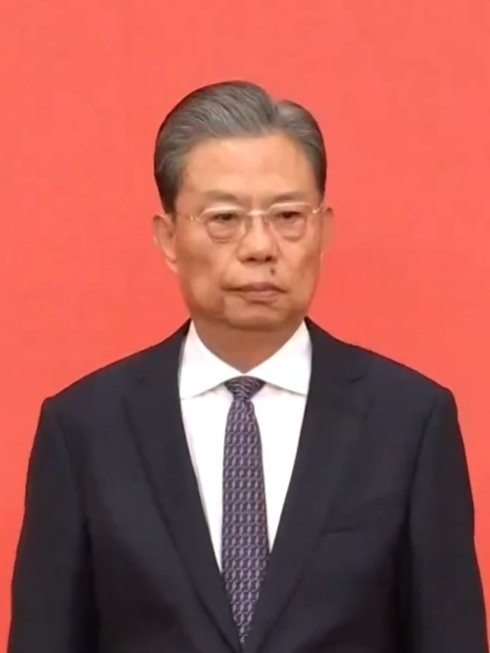
第14期全人代常務委員長（議長）の趙楽際

| 代 | 各期 | 任期                  | 常務委員長（議長）                   | 代表数 | 開催大会数（実績） |
| -- | ---- | --------------------- | ------------------------------------ | ------ | ------------------ |
| 1  | 1期  | 1954年9月 - 1959年4月 | 劉少奇                               | 1226   | 5回                |
| 2  | 2期  | 1959年4月 - 1965年1月 | 朱徳                                 | 1226   | 4回                |
| 2  | 3期  | 1965年1月 - 1975年1月 | 朱徳                                 | 3040   | 1回                |
| 2  | 4期  | 1975年1月 - 1978年2月 | 朱徳（1976年7月死去） 宋慶齢（代行） | 2885   | 1回                |
| 3  | 5期  | 1978年2月 - 1983年6月 | 葉剣英                               | 3497   | 5回                |
| 4  | 6期  | 1983年6月 - 1988年3月 | 彭真                                 | 2978   | 5回                |
| 5  | 7期  | 1988年3月 - 1993年3月 | 万里                                 | 2970   | 5回                |
| 6  | 8期  | 1993年3月 - 1998年3月 | 喬石                                 | 2978   | 5回                |
| 7  | 9期  | 1998年3月 - 2003年3月 | 李鵬                                 | 2979   | 5回                |
| 8  | 10期 | 2003年3月 - 2008年3月 | 呉邦国                               | 2977   | 5回                |
| 8  | 11期 | 2008年3月 - 2013年3月 | 呉邦国                               | 2985   | 5回                |
| 9  | 12期 | 2013年3月 - 2018年3月 | 張徳江                               | 2987   | 5回                |
| 10 | 13期 | 2018年3月 - 2023年3月 | 栗戦書                               | 2980   | 5回                |
| 11 | 14期 | 2023年3月 -           | 趙楽際                               | 2977   | 3回                |